# كورباي إيسون
كورباي إيسون، (بالفرنسية: Corbeil-Essonnes)‏ تنطق:(‎kɔʁbɛj esɔn‏)، هي بلدية على نهر السين، في الضواحي الجنوبية لباريس، فرنسا. وهي تقع على بعد 28.3 كم (17.6 ميل) من وسط باريس.

## توأمة
لكورباي إيسون اتفاقيات توأمة مع كل من:
- زيندلفينغن
- جزيرة شقر
- شرق دونبارتونشاير
- Belinho  [لغات أخرى]‏

## أعلام
- إنغبورغ من الدنمارك
- بيير روسو
- غيليس دي كوربيل
- هادي ساكو
- موسى ديالو
- اندريه ويبر
- كلود دوفين
- وليد الركراكي
- فيليب الأول، كونت بولوني